# Bockberg
Der Bockberg ist ein 496 m ü. NN hoher Südwestausläufer des Großen Hornbergs im Harz bei Königshütte im Landkreis Harz, Sachsen-Anhalt (Deutschland). 

## Geographische Lage
Der Bockberg liegt im Unterharz innerhalb des Naturpark Harz/Sachsen-Anhalt. Er erhebt sich unmittelbar nördlich einer im Königshütter Ortsteil Neue Hütte gelegenen Kurve der Bundesstraße 27. Direkt südlich vorbei fließt durch Königshütte die Kalte Bode, die etwas weiter unterhalb die Talsperre Königshütte speist.

## Geologie
Am Südwesthang des Bockbergs ist der Teil eines Vulkans des Devonmeeres zu sehen. Trümmer von Keratophylarlaven in weißem, kaligem Bindemittel haben hier eine vulkanische Brekzie aufgebaut, die von mit Roteisenstein gefüllten Gängen durchadert ist. Die Hochfläche des „Bergs“ ist weitgehend verkarstet.

## Naturschutz und Flora
Auf dem Bockberg und seinen Flanken liegt seit 1967 das Naturschutzgebiet Bockberg. Auf den Goldhafer- und montanen Halbtrockenwiesen gedeihen zahlreiche seltene Pflanzen, darunter die Trollblume.